# Шпринг, Антон Фридрих
Антон Фридрих Шпринг (нем. Anton Friedrich Spring или фр. Antoine Frédéric Spring или фр. Joseph Antoine Spring, 8 апреля 1814 — 17 января 1872) — бельгийский ботаник немецкого происхождения, миколог, доктор медицины, профессор физиологии и патологии.

## Биография
Антон Фридрих Шпринг родился в Герольсбахе, Бавария 8 апреля 1814 года.
Шпринг был одним из выдающихся профессоров Университета Льежа (он был профессором физиологии и патологии). Антон Фридрих имел страсть к ботанике; его личный гербарий, состоящий из множества видов растений, хранится в гербарии Университета Льежа. В 1841 году в мемуарах Академии наук Бельгии была опубликована его основная работа «Monographie des Lycopodiaceae et des Selaginellaceae». Шпринг описал более 340 видов растений.
Антон Фридрих Шпринг умер в Льеже 17 января 1872 года.

## Научная деятельность
Антон Фридрих Шпринг специализировался на папоротниковидных, семенных растениях и на микологии.

## Основные научные работы
- «Monographie des Lycopodiaceae et des Selaginellaceae» dans les Mémoires de l’Académie des Sciences de Belgique (1841).